# Melissa George
Melissa Suzanne George (6 augustus 1976) is een Australisch actrice die acteert in zowel Australische als Amerikaanse films.
George kreeg voor het eerst aandacht van de media toen ze kampioen werd in rolschaatsen. Niet veel later, in 1993, kreeg ze een rol in Home and Away. Om haar brave imago af te schudden, was ze naakt te zien in Black+White en poseerde ze naakt voor foto's die later zijn verkocht aan de Playboy.
Nadat ze naar Los Angeles verhuisde, had ze kleine rollen in onder andere The Limey, Sugar & Spice, Mulholland Drive en Down With Love.
In 2005 had ze haar eerste hoofdrol in een film. Ze was toen te zien in The Amityville Horror. In hetzelfde jaar was ze naast Clive Owen en Jennifer Aniston te zien in Derailed.
In 2006 was ze te zien in Music Within en Turistas en in 2007 is haar film 30 Days of Night uitgebracht.
George had een vaste rol in Alias. Tevens had ze gastrollen in onder andere Friends, Lie to Me en Charmed.

## Filmografie
- Hunted (tv) (2012)
- A Lonely Place to Die (2011)
- Triangle (2009)
- 30 Days of Night (2007)
- WΔZ (2007)
- Music Within (2007)
- In Treatment (tv) (2007)
- Turistas (2006)
- Two Twisted (tv) (2006)
- Derailed (2005)
- The Amityville Horror (2005)
- Alias (tv) (2003-2005)
- Charmed (tv) (2003)
- L.A. Confidential  (tv) (2003)
- Monk (tv) (2003)
- Down with Love (2003)
- Friends (tv) (2003)
- Coupling (tv) (2003)
- Lost in Oz (tv) (2002)
- Thieves (tv) (2001)
- New Port South (2001)
- Mulholland Dr. (2001)
- Sugar & Spice (2001)
- Tales of the South Seas (tv) (2000)
- The Limey (1999)
- Dark City (1998)
- Hollyweird (tv) (1998)
- Roar (tv) (1997-2000)
- Fable (tv) (1997)
- Murder Call (tv) (1997)
- Home and Away (tv) (1988)